# 木山村 (新潟県)
木山村（きやまむら）は、かつて新潟県西蒲原郡にあった村。1901年11月1日の合併によって消滅し、現在は新潟市西区の一部となっている。
以下の記述は合併直前当時の旧木山村に関しての記述であり、現在では名称等が異なる場合がある。なお、ここに記述されていない内容に関しては新潟市などの記事を参照。

## 概要
1889年（明治22年）から1901年（明治34年）まで存在した村で、北西側は日本海に面する。村役場は木戸新田に設置された。

## 沿革
- 1889年（明治22年）4月1日 - 町村制施行に伴い西蒲原郡谷内新田村、木戸新田村、北山新田村、丸山新田村、四ツ郷屋村が合併し、木山村が発足。
- 1901年（明治34年）11月1日 - 村域を二分割し、次のように近隣自治体と合併して消滅。
  - 大字丸山新田・北山新田・木戸新田・谷内新田 → 西蒲原郡赤塚村、五十嵐浜村（中権寺）と合併し赤塚村を新設
  - 大字四ツ郷屋 → 西蒲原郡角田浜村、越前浜村と合併し角田村を設置

## 地域
木山村は、合併した村名を継承する以下の大字で構成される。
谷内（やち）

1889年（明治22年）まであった谷内新田村の区域。現在の新潟市西区谷内。
神山（かみやま）

1889年（明治22年）まであった丸山新田村の区域。現在の新潟市西区神山。1961年（昭和36年）に変更。地名は旧大字名から山をとり、演技のいい神をつけたもの。
東山（ひがしやま）

1889年（明治22年）まであった北山新田村の区域。現在の新潟市西区東山。地名は神山の東に位置することによる。
木戸新田（きどしんでん）
1889年（明治22年）まであった木戸新田村の区域。現在の新潟市西区木山。1913年（大正2年）まで木戸新田と称し、以降は木戸に変更。1960年（昭和35年）に、木戸から木山に改められる。
四ツ郷屋（よつごうや）

1889年（明治22年）まであった四ツ郷屋村の区域。現在の新潟市西区四ツ郷屋。